# Koistinsaaret
Koistinsaaret är en ögrupp i Finland.   Den ligger i sjön Kallavesi och i  kommunen Kuopio i den ekonomiska regionen  Kuopio ekonomiska region  och landskapet Norra Savolax, i den centrala delen av landet, 300 km nordost om huvudstaden Helsingfors.
Se vidare de enskilda öarna:
- Huosiais-Koisti
- Pieni-Lohi
- Iso-Lohi
- Hätinen
- Kierinsaari
- Soikelo-Koisti
- Hirsi-Koisti
- Kala-Koisti
- Kuusi-Koisti
- Pata-Koisti
- Hauto-Koisti
- Hertta-Koisti
- Koivuluodot

## Klimat
Trakten ingår i den boreala klimatzonen. Årsmedeltemperaturen i trakten är 1 °C. Den varmaste månaden är augusti, då medeltemperaturen är 16 °C, och den kallaste är januari, med −15 °C.